# Бени-Хасан

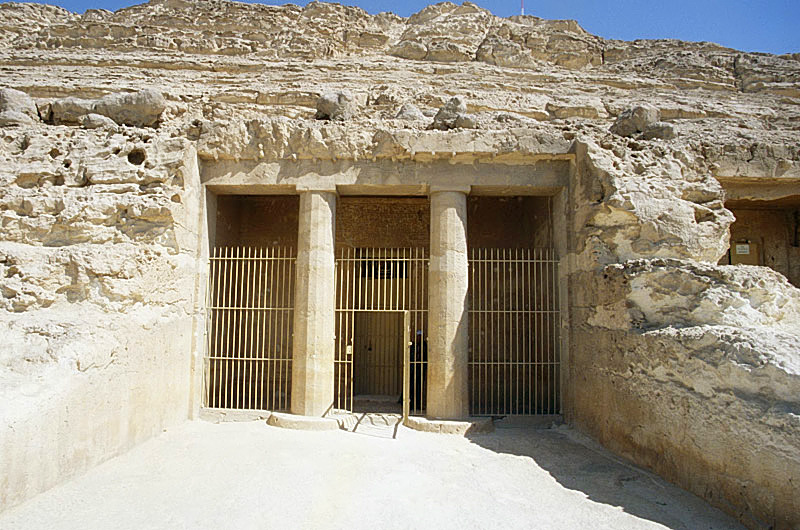
Вход в гробницу Хнумхотепа II

Бени-Хасан (араб. بني حسن‎) — скальный некрополь эпохи Древнего и Среднего царства в Египте, культурно-исторический памятник. Расположен на восточном берегу Нила рядом с древним городом Менат-Хуфу, между современными городами Эль-Минья и Маллави.

## Описание
Комплекс Бени-Хасан вырублен в скальной породе и включает 39 крупных захоронений высокопоставленных древнеегипетских вельмож и сотни гробниц более мелких чиновников, самые ранние из которых относятся к временам VI династии, а самые поздние к эпохе XXX династии. По устройству гробницы относятся к трём разным типам:
- одна квадратная комната, иногда со сводчатым потолком
- одна прямоугольная комната, потолок которой поддерживают один или два ряда папирусовидных колонн с капителью в виде закрытого бутона лотоса; каждая пара таких колонн увенчана общим архитравом
- погребальный комплекс с открытым двориком, прямоугольным портиком со сводчатым потолком, квадратной основной камерой с двумя рядами сдвоенных колонн с продольными архитравами, а также часовней со статуей усопшего и в ряде случаев статуями его родных. В гробницах этого типа колонны основной комнаты 16-угольные в сечении, а колонны портика восьмиугольные в сечении, имеют неглубокие продольные борозды и квадратные абаки, поддерживающие архитрав. Стиль таких колонн со времён Шампольона известен как «протодорический».

В 12 из крупных захоронений сохранились надписи и изображения. Наиболее богато убраны гробницы номархов XVI (Антилопьего) нома времён XI и XII династий — Хети I, его отца Бакета III, Хнумхотепа II и Аменемхета (Амени). Настенные росписи, выполненные по выравнивающей стены известковой штукатурке, содержат сцены охоты и рыбной ловли, сельскохозяйственных работ, спортивных состязаний, а также подношения погребальных даров и загробной жизни; наиболее известны сцена кормления антилоп в гробнице Хнумхотепа II и сцена игры в мяч в гробнице Бакти III.
Из более поздних эпох сохранились скальная часовня греко-римского периода, на карнизе которой находится картуш с именем Птолемея Александра II, и следы жизни коптских отшельников-христиан: одна из гробниц (где был захоронен «правитель пустыни» Нетернехт), судя по изображающей алфавит настенной росписи, вероятно, служила школой, а другая — церковью. 
К югу от комплекса расположен подземный храм местной богини-львицы Пахт, построенный в правление Хатшепсут и Тутмоса III. Так как греки отождествляли Пахт, покровительницу войны и охоты, с Артемидой, им храм был известен как «Грот Артемиды».

## Список гробниц
- BH2 — номарх Амени
- BH3 — князь Хнумхотеп II
- BH4 — номарх Хнумхотеп IV
- BH13 — писец Хнумхотеп
- BH14 — номарх Хнумхотеп I
- BH15 — номарх Бакет III
- BH17 — номарх Хети I
- BH18 — номарх Хети II
- BH21 — номарх Нахти I
- BH23 — «надзиратель за Восточной пустыней» Нетернахт
- BH27 — номарх Рамушенти (период XI династии)
- BH29 — номарх Бакет I (период XI династии)
- BH33 — номарх Бакет II (период XI династии).

## Росписи из гробницы Хнумхотепа II

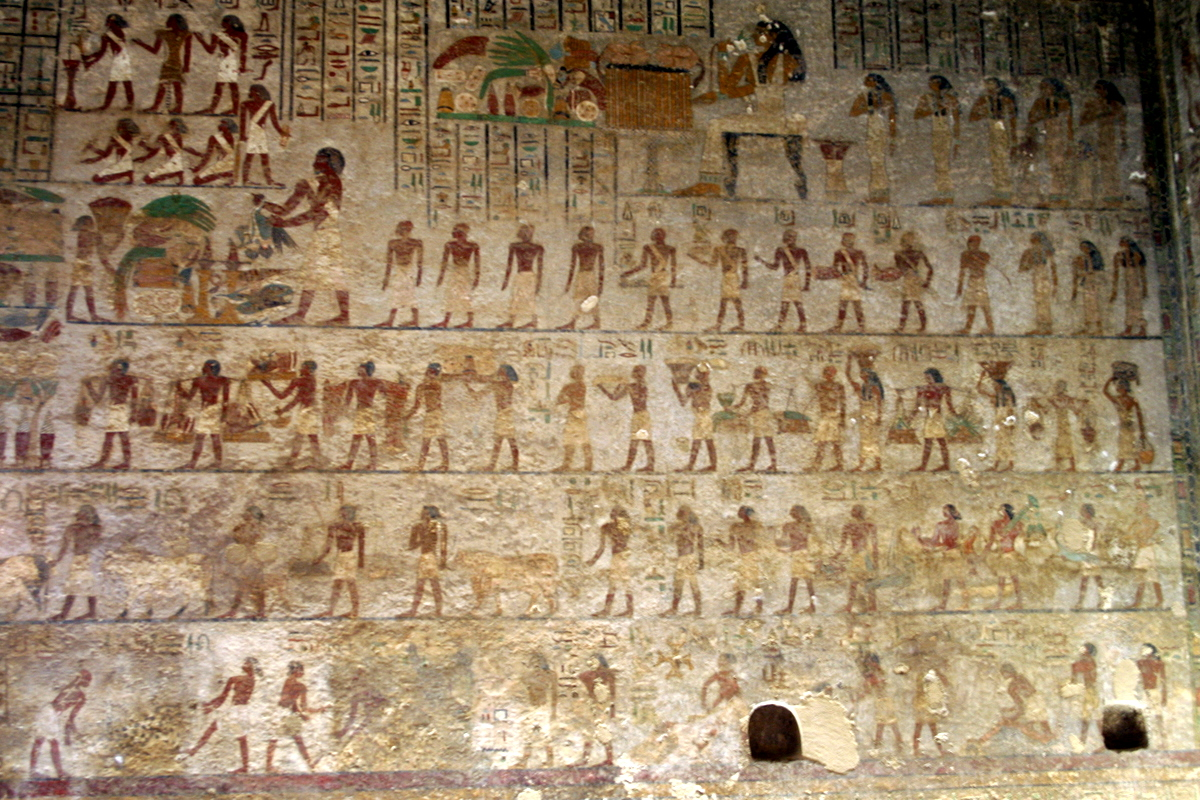
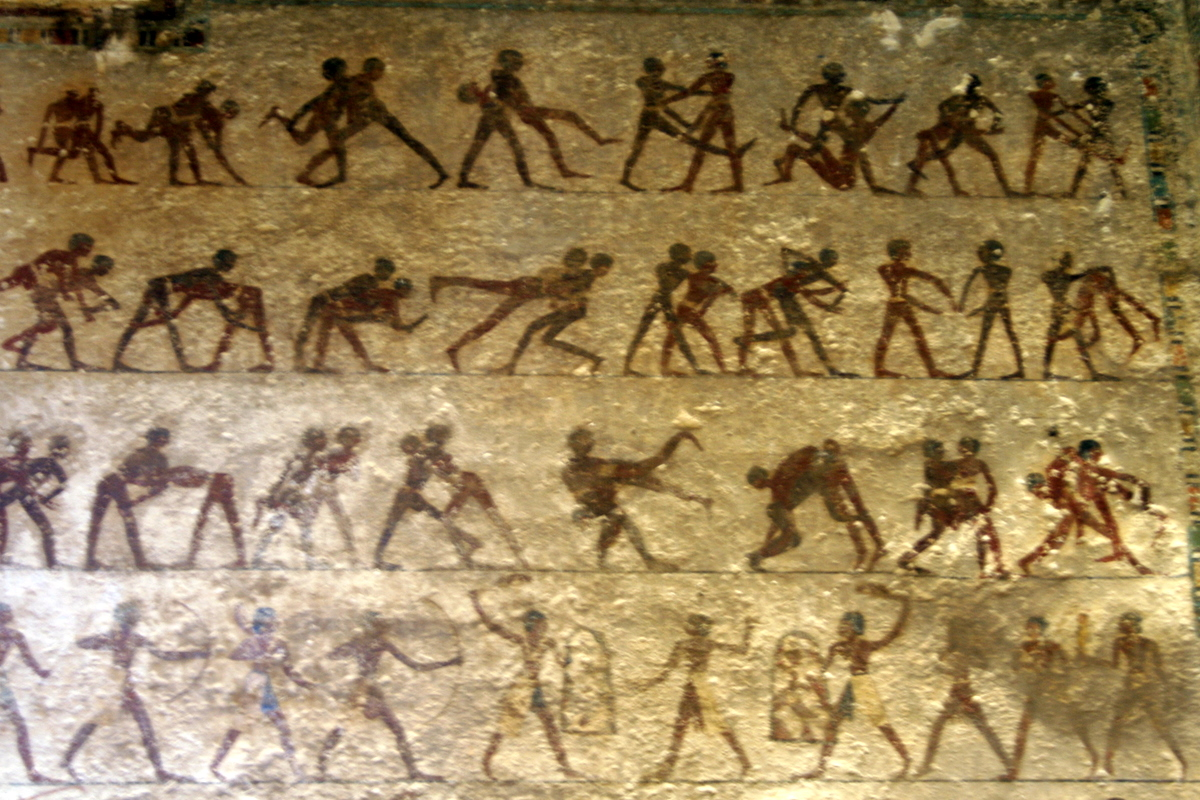
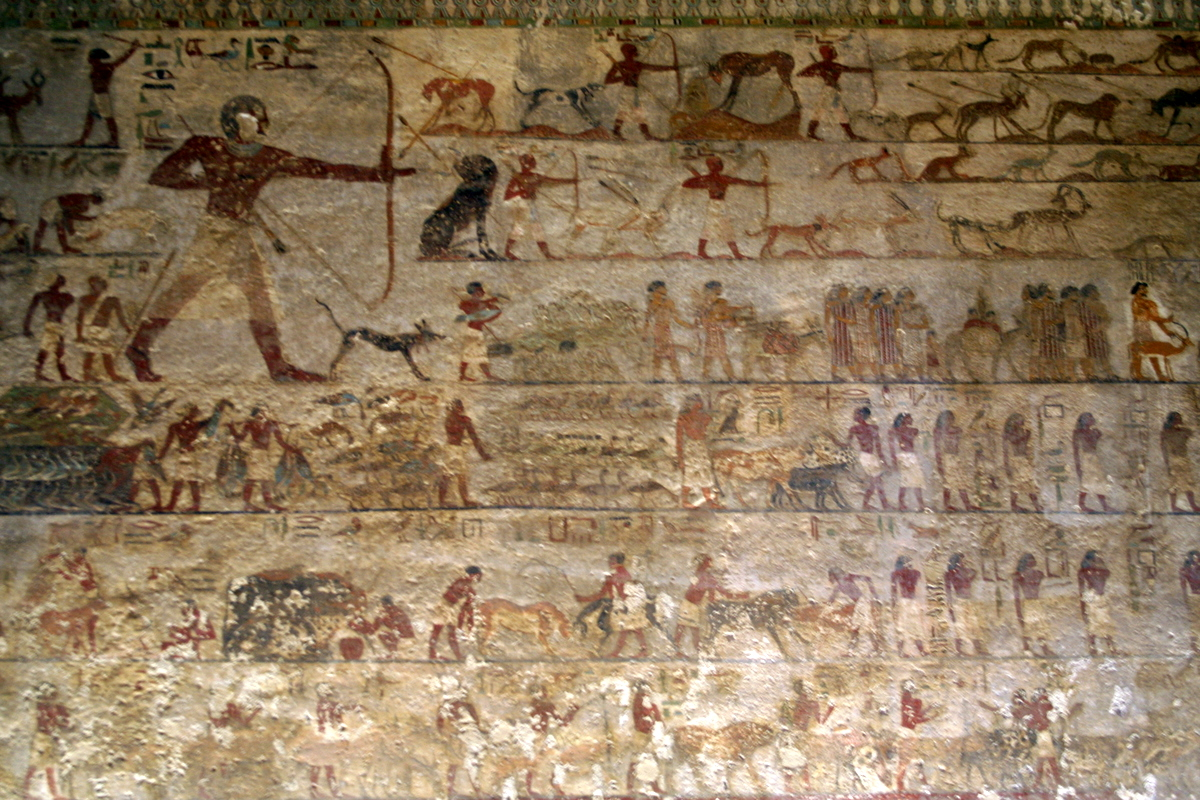
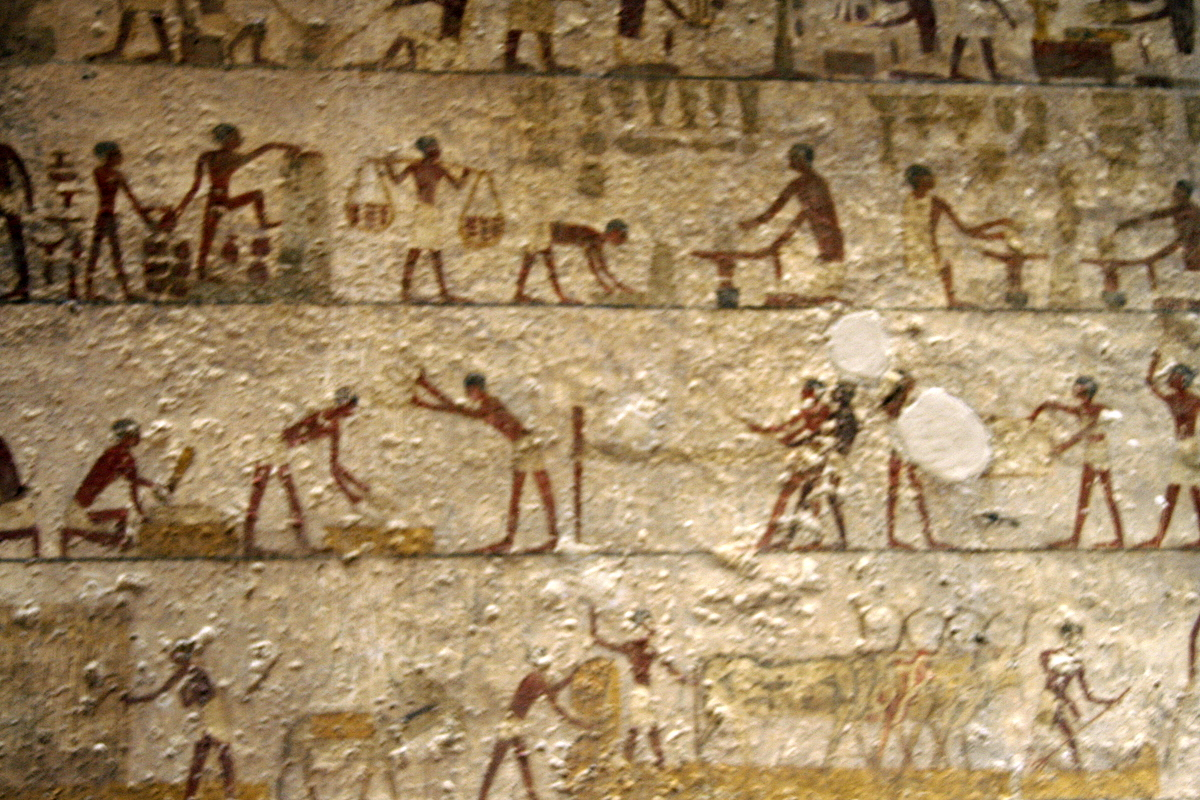
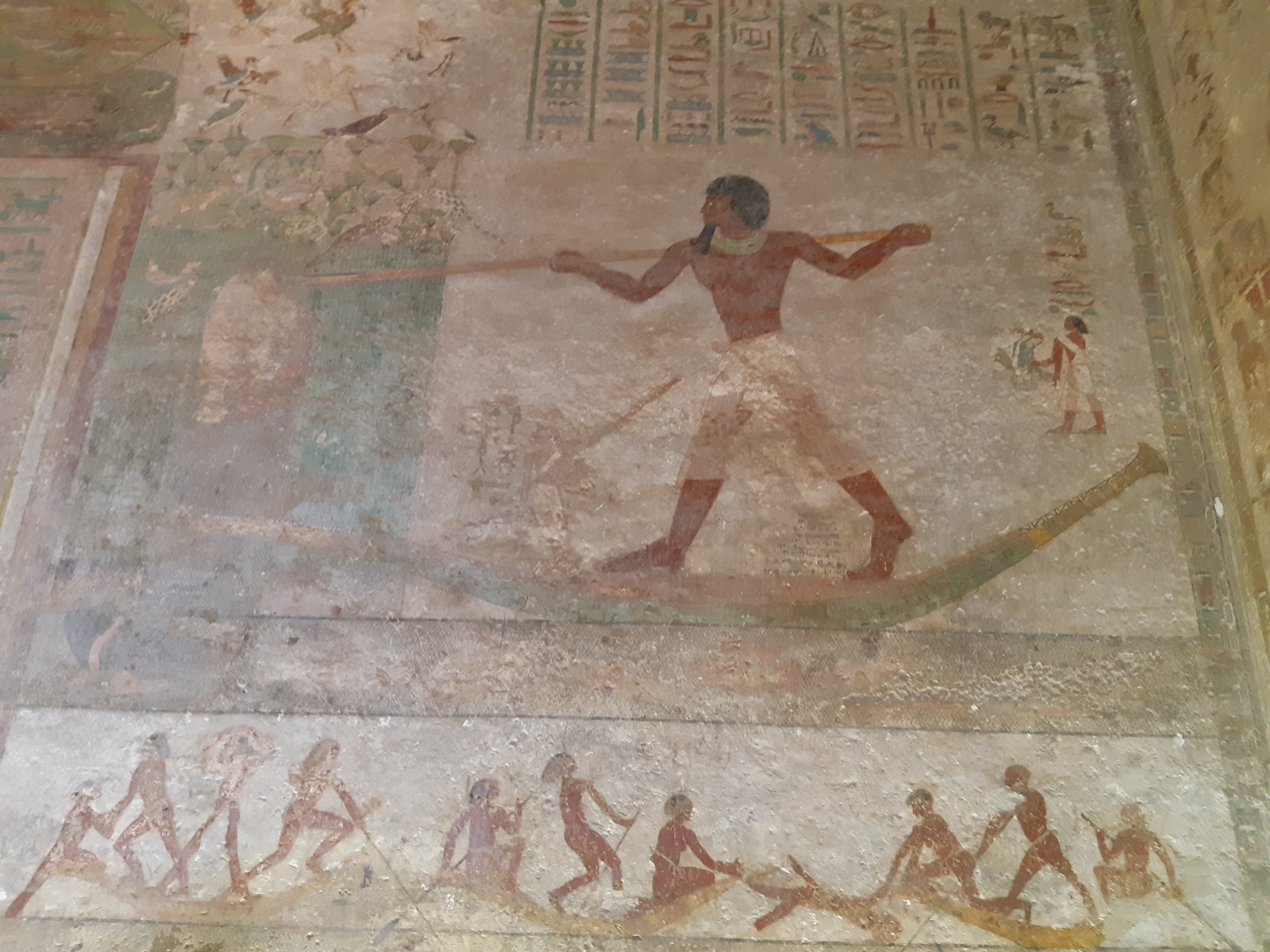
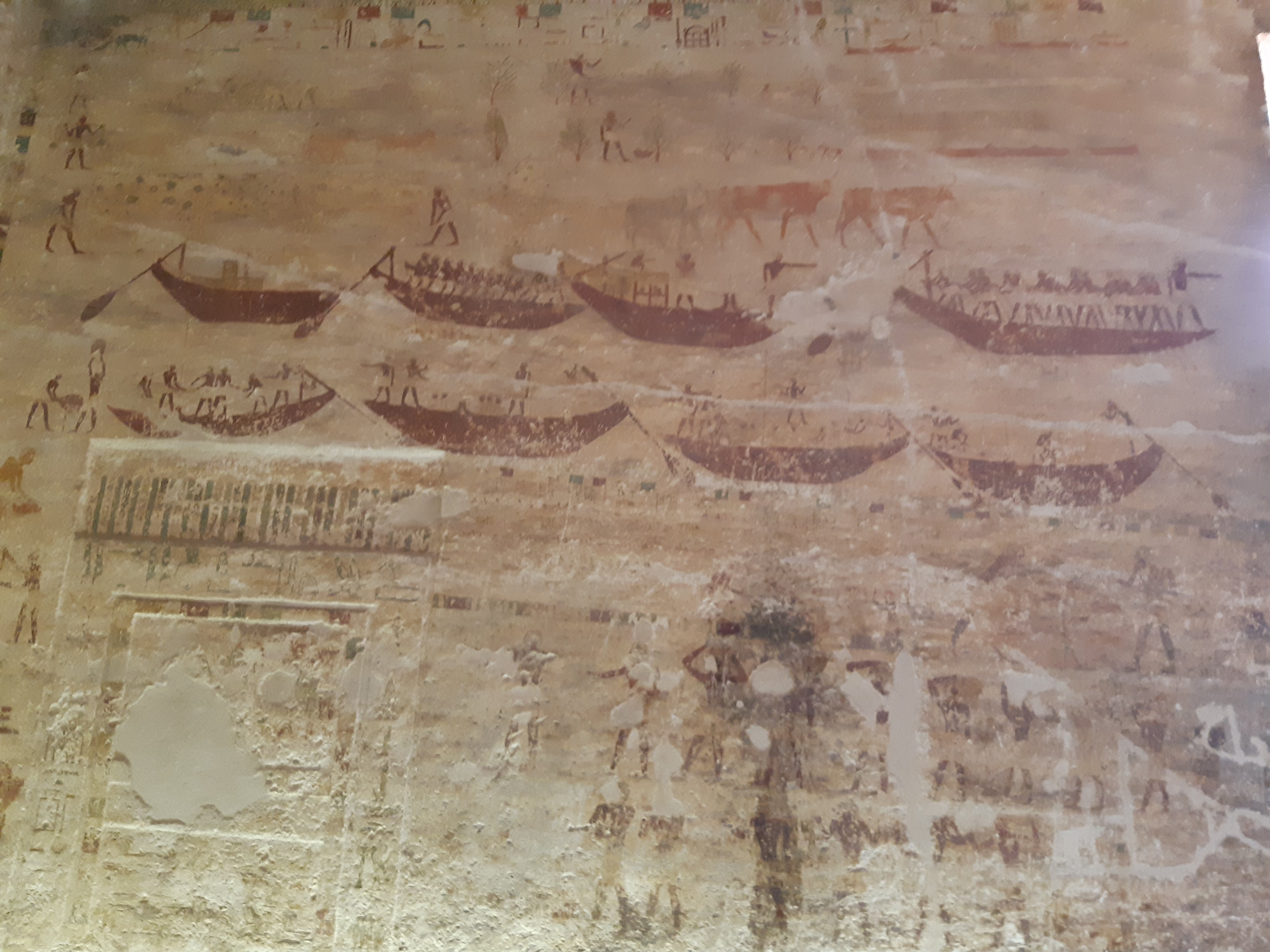
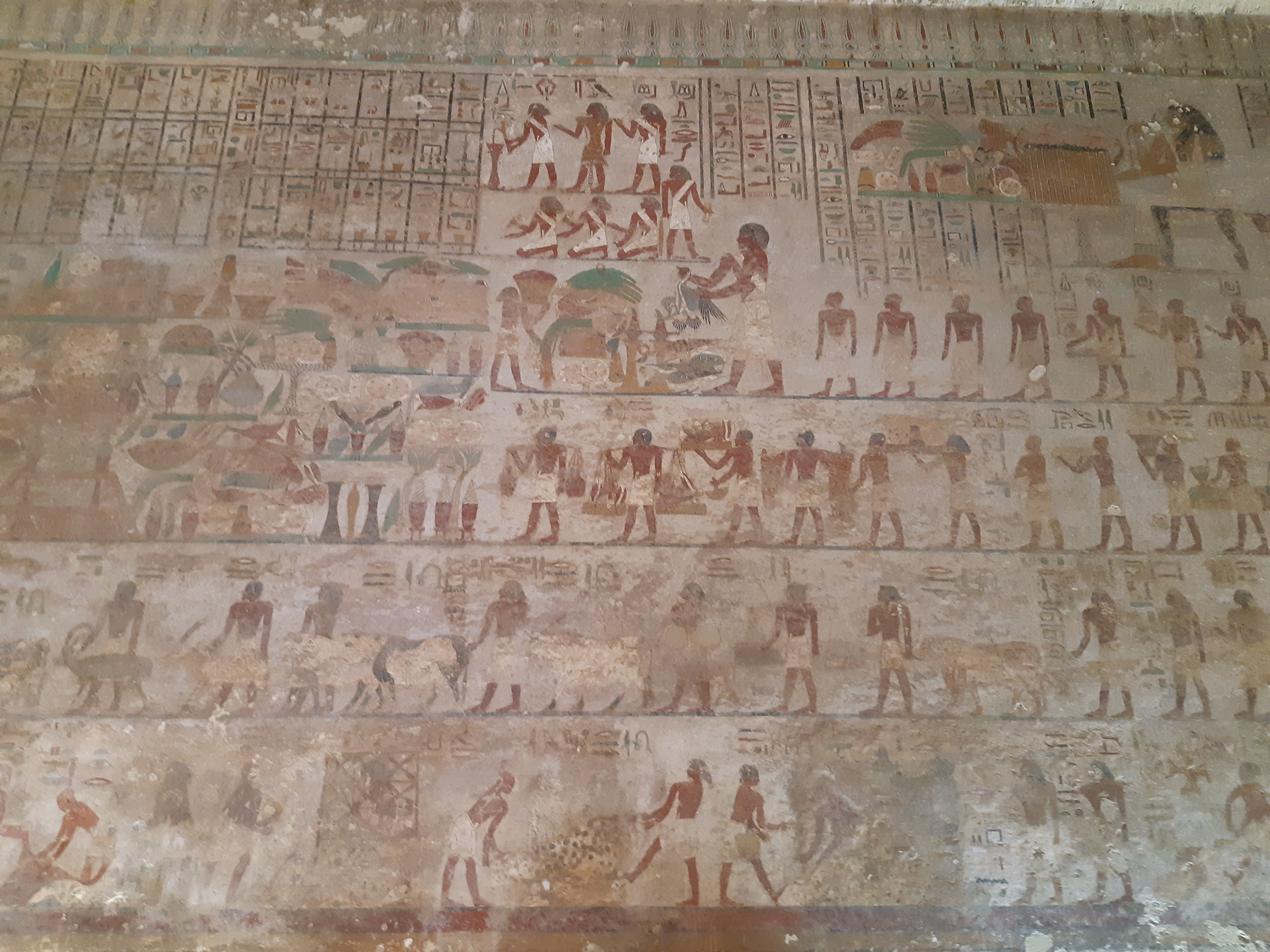
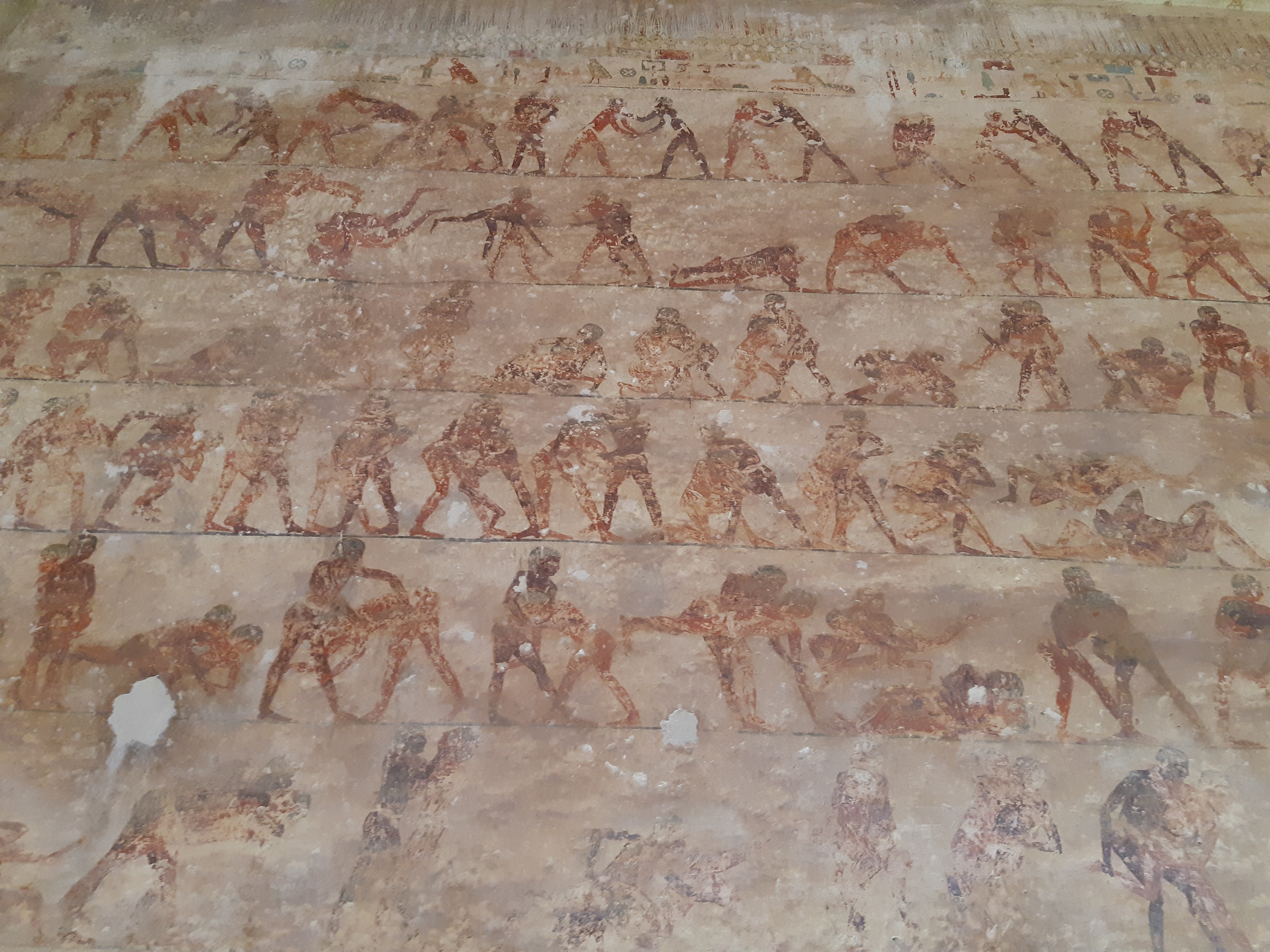